# Max Fishman
Max Fishman (pol. Mieczysław Fischman, Mietek Fiszman; rum. Max Fişman; ros. Макс Шахнович (Бенович) Фишман; niem. Max Fischman; ang. Max Fishman); ur. 12 grudnia 1915 w Warszawie, zm. 24 września 1985 w Kiszyniowie) – polsko-mołdawski kompozytor, pianista i pedagog pochodzenia żydowskiego, od 1939 zamieszkały w ZSRR.

## Życiorys
Urodził się 12 grudnia 1915 w Warszawie w rodzinie przedsiębiorcy, filantropa, gabaja synagogi prowadzonej przez Szachna-Benisz Fiszmana, (ur. 1870 – zm. 1 lipca 1936) i Esther z domu Bleiberg (ur. 1880 – według różnych źródeł zginęła w getcie warszawskim lub w obozie zagłady w Treblince).
Miał 6 starszych sióstr i młodszego brata. Od najmłodszych lat wykazywał duże zainteresowanie muzyką i kompozycją, odbył studia pianistyczne. Uczył się w Państwowym Konserwatorium Warszawskim pod kierunkiem Józefa Turczyńskiego (fortepian) i Antoniego Mareka (kompozycja). Komponował muzykę, często koncertował w Domu Sierot Janusza Korczaka, pracował jako nauczyciel na obozach letnich dla dzieci (filia Domu Sierot „Różyczka” we wsi Czaplowizna w gminie Wawer). W latach 30. XX wieku popularne były występy wschodzącej żydowskiej gwiazdy, piosenkarki Loli Folman, oraz pianisty-improwizatora Mieczysława Fiszmana. Ich muzyczne improwizacje, oparte na żydowskim folklorze, zachwycały publiczność. Wirtuozowska gra i kompozycje młodego pianisty zostały zauważone, co doprowadziło do zaproszenia przez słynną żydowską aktorkę Idę Kamińską do współpracy z jej teatrem. Fiszman występował także z hipnotyzerem i iluzjonistą Wolfem Messingiem, grał w orkiestrze wędrownego cyrku, a na koniec 1939 roku zaplanowano jego wykonanie I Koncertu fortepianowego Fryderyka Chopina z orkiestrą.
Na początku II wojny światowej walczył jako żołnierz przeciwko Niemcom. W listopadzie 1939 roku wyjechał z Warszawy, wraz ze swoim bratankiem Pawłem Gruenspanem (1920–2000), przyszłym liderem оrchestral jazz i kompozytorem w Polscе. Udało im się przedostać do ZSRR. Dopiero wtedy imię Mieczysław (Mietek) Fiszman zmieniono mu na Max Fishman. Рomimo obywatelstwa polskiego został zesłany nie do Katynia, ale do miasta obozowego Aktiubińsk (Gułag), gdzie pracował w kopalni. Po wojnie Max Fishman został odznaczony medalem „Za ofiarną pracę w Wielkiej Wojnie Ojczyźnianej 1941–1945”. W czasie wojny w getcie warszawskim zginęła prawie cała rodzina i liczni krewni. Wielu z nich wzięło udział w powstaniu w getcie warszawskim. Wszystkie rękopisy i wczesne kompozycje Fishmana uległy zniszczeniu na zawsze w czasie II wojny światowej, a jego związek z Polską został przerwany.
We wrześniu 1944 został zwolniony i mógł studiować w Konserwatorium w Saratowie w klasie Jewsieja Zingiera (fortepian), a od września 1945 w Konserwatorium w Mińsku w klasie Grigorija Pietrowa (fortepian). Słuchał wykładów Anatolija Bogatyriowa (kompozycja). W 1945 roku ożenił się z Lidią Axionova. Od 1947 był akompaniatorem w Konserwatorium w Mińsku. Z biegiem czasu zaczęły pojawiać się duże problemy z pracą w Mińsku, gdyż w tym czasie w ZSRR zaczęła się szerzyć kampania przeciwko kosmopolityzmowi, przybierając formy antysemickie. Odmówiono mu pracy w swojej specjalności w Mińsku. W rezultacie on i jego żona wyjechali do Homla, aby uczyć w Szkole Muzycznej, ale sześć miesięcy później Grzegorz Szyrma pomógł im dostać się do pracy w Konserwatorium w Kiszyniowie.
W latach 1952–1980 uczył gry na fortepianie w Konserwatorium w Kiszyniowie, a także w Szkole Muzycznej w Calarasi i szkole muzycznej we wsi Karpineni.
Pozostając muzykiem związanym z kulturą zachodnią, Fiszman podczas swoich zajęć w subtelny sposób zapoznawał studentów z nowoczesną muzyką zachodnią. W 1948 roku centralne sowieckie czasopismo muzyczne określiło tę muzykę jako „powszechny marazm” i przez długie lata nie zalecano jej wykonywania. Opowieści Fiszmana o współczesnej muzyce, literaturze, malarstwie, teatrze i kinie zachodnim budziły zainteresowanie studentów i zachęcały ich do pogłębiania wiedzy o Zachodzie. Setki studentów wydziałów instrumentów dętych, ludowych, wokalnych oraz aktorskich Konserwatorium w Kiszyniowie uczyło się gry na fortepianie pod kierunkiem Fiszmana, stając się później czołowymi przedstawicielami mołdawskiej sztuki muzycznej i teatralnej.
Równolegle z działalnością pedagogiczną Fiszman aktywnie zajmował się twórczością kompozytorską. Pomimo prób sowieckich funkcjonariuszy muzycznych ignorowania jego dzieł i zaleceń, by ich nie wykonywać, stworzył niezwykle różnorodne dziedzictwo artystyczne.
Z artykułu doktor sztuki, profesor Mołdawskiej Narodowej Akademii Muzyki, Teatrów i Sztuk Pięknych Tamary Melnik „Koncert fortepianowy Es-dur M. Fiszmana w kontekście tradycji romantyzmu”:.

Koncert Es-dur M. Fiszmana, wcześniej nie wymieniany w żadnych źródłach i do niedawna niebadany w krajowej muzykologii, ma nie tylko wartość artystyczną, ale także historyczną, ponieważ może wzbogacić obraz narodzin tego gatunku w muzyce mołdawskiej. Jak stwierdził Paweł Rywillis, starszy konsultant Związku Kompozytorów Mołdawskiej SRR w tamtych latach, to dzieło jest jednym z najlepszych przykładów koncertu fortepianowego epoki powojennej. [Paweł Rywillis – kompozytor, Ludowy Artysta  Mołdawii, profesor.]

Dzieła Maxa Fishmana były i są nadal wykonywane przez wiodące grupy muzyczne Mołdawii: Orkiestrа Symfoniczna Filharmonii, Chór Filharmonii “Doina”, Mołdawska orkiestra jazzowa „Bucuria” Filharmonii Narodowej, Orkiestra Symfoniczna Mołdawskiego Radia i Telewizji, Orkiestra Kameralna w Sali Organowej w Kiszyniowie, Chór Konserwatorium, Chór Instytutu Sztuki, Сhór Akademii Muzycznej, Сhór Specjalnej Szkoły Muzycznej w Kiszyniowie itp..
Z wywiadu mołdawskiego skrzypka i kompozytora, zasłużonego działacza sztuki Mołdawskiej SRR, profesora Mołdawskiej Narodowej Akademii Muzyki, Teatrów i Sztuk Pięknych Borysa Dubosarskiego, udzielonego krytykowi muzycznemu i dziennikarzowi Siergiejowi Pożarowi w 2010 roku:

Na początku lat 60. komitet organizacyjny międzyzonalnego konkursu skrzypków ZSRR w Mołdawii zaprosił kompozytorów ze wszystkich republik do napisania wirtuozowskiego utworu na skrzypce, który mieli wykonać wszyscy uczestnicy. Aby uniknąć zarzutów o nieuczciwy wybór, każdemu kompozytorowi przypisano numer, a jego nazwisko ukryto w zapieczętowanej kopercie. Jury, składające się głównie z przedstawicieli Związku Kompozytorów ZSRR i Mołdawii, było znakomite, a spory podczas wyboru były nieliczne. Gdy publicznie otwarto kopertę z numerem zwycięskiego kompozytora, okazało się, że jest nim Max Fishman. Organizatorzy byli zszokowani, ponieważ w kontekście napięć między Izraelem a krajami arabskimi żydowski kompozytor nie był odpowiedni. Zmiana wyniku była już niemożliwa, ale konieczna. Znaleziono rozwiązanie, korzystając z wcześniejszego doświadczenia: podczas jednego ze zjazdów kompozytorów nazwisko Fishman na afiszu zastąpiono nazwiskiem Fimszan, które brzmiało jak mołdawskie. Tym razem wybrano bardziej благозвучное nazwisko – Pescaru, co po rumuńsku oznacza „rybak” i odpowiada nazwisku Fishman. Laureaci konkursu z wielką przyjemnością wykonali utwór Fiszmana, a jednym z nich był mój kolega ze studiów, znakomity skrzypek Borys Goldenblank.

Utwory kompozytora wykonywali znani muzycy ZSRR, a także Europy i USA, m.in. w Polsce do 1939 roku – Ida Kamińska (wokal), Lola Folman (wokal), Tobias Kuperweis (fortepian), Mojsze Wajnberg (fortepian), Eta Tyrmand (fortepian), Pavel Gruenspan (fortepian), Gienrich Wagnier (fortepian), w ZSRR - Lew Gorielik (skrzypce), Timofiej Gurtowoj (dyrygent orkiestry symfonicznej), Szyko Aranow (dyrygent orkiestry jazzowej), Lidija Axionova (dyrygent chóru), Wiera Garsztia (dyrygent chóru), Alexander Vasieczkin (dyrygent orkiestry symfonicznej), Gita Strachilewicz (fortepian), Ludowy Artysta Mołdawii, Profesor Theodor Zgureanu (dyrygent chóru), Ludmiła Wawierko (fortepian), Oskar Dajn (skrzypce), Laureat Międzynarodowego Konkursu Pianistycznego, Profesor Olga Kun (fortepian), Nuchim Łoznik (skrzypce), Jewgienij Wierbieckij (klarnet), Laureat Konkursu skrzypcowego Boris Goldenblank (skrzypce), Laureat Konkursu Pianistycznego, Profesor Artur Aksenov (fortepian), Boris Dubossarskij (skrzypce), Dmitrij Rotar (obój), Laureat Konkursu skrzypcowego Jevgienij Nisman (skrzypce), Paweł Grynszpan (fortepian, lider orkiestry jazzowej) Polska. Po upadku Związku Radzieckiego - Ludowy Artysta Mołdawii, Profesor Ilona Stepan (dyrygent chóru), Nicolas Kruger (dyrygent orkiestry symfonicznej) Francja, Jan Wierzba (dyrygent orkiestry symfonicznej) Portugalia, Rita Namorado (fortepian) Portugalia, Birgitta Starnes (skrzypce) Norwegia, Hélène Dautry (wiolonczela) Francja, Ekaterina Baranova (fortepian) Mołdawia-Francja, Artur Aksenov (fortepian) USA-Rosja. Utwory kompozytora wykonywane były w Polsce, Rosji, Białoruśii, Rumunii, Ukrainie, Niemczech, Izraelu, Korei Południowej, Portugalii, Francji, Norwegii, Belgii, USA. 
Nie można było wyobrazić sobie Mieczysława Fishmana jako części sowieckiej nomenklatury muzycznej. Nie obciążono go wysokimi stanowiskami, nie uhonorowano tytułami ani nagrodami, nie przyjęto nawet do Związku Kompozytorów ZSRR. Jednak otrzymał dar pozostania sobą i tworzenia w sposób wolny, wyrazisty i uczciwy, co w tamtym totalitarnym systemie było dość niebezpieczne.
Max Fishman zmarł w Kiszyniowie. Spoczywa na Cmentarzu Świętego Łazarza w Kiszyniowie (kwatera 71).
Z wywiadu zasłużonego działacza sztuki Mołdawii, kompozytora Władimira Sliwińskiego, udzielonego krytykowi muzycznemu i dziennikarzowi Siergiejowi Pożarowi w listopadzie 1995 roku: 

Max Fishman należał do grona najwybitniejszych kompozytorów Mołdawii, choć formalnie nie był członkiem Związku Kompozytorów. Szczerze mówiąc, Związek nie był mu potrzebny, ale on był potrzebny Związkowi. Szczery, bezkompromisowy, uczciwy, subtelny, czarujący. Nie uczyłem się u niego w konserwatorium, nie byłem z nim blisko, ale jego wpływ na mnie był niezaprzeczalny. Przyciągał muzyków, studentów, pedagogów. Nawet aktorzy, którym akompaniował na zajęciach tanecznych, pamiętali go przez wiele lat. A ja wiem, czym jest praca akompaniatora na zajęciach tanecznych. Jego muzyka nie pozostawiała nikogo obojętnym. Nawet jego przeciwnicy, a takich, jak sądzę, miał niemało, doceniali jej oryginalność, rozmach i nowoczesność, czerpiącą z głębi mołdawskiego lub żydowskiego melosu. Ta niejednoznaczność szczególnie ich irytowała. Jego sugestie, rady i analizy utworów kolegów zawsze były życzliwe, zaangażowane i dobrze uzasadnione. Najważniejsze było pomóc, a nie zaszkodzić.

### Odznaczenia
- Medal „Za ofiarną pracę w Wielkiej Wojnie Ojczyźnianej 1941–1945”
- Medal „Weteran pracy”
- Medal jubileuszowy „Trzydziestolecia zwycięstwa w Wielkiej Wojnie Ojczyźnianej 1941–1945”
- Medal jubileuszowy „Czterdziestolecia zwycięstwa w Wielkiej Wojnie Ojczyźnianej 1941–1945”

### Życie prywatne
Od 1945 roku był żonaty z Lidią Axionova, dyrygentem i profesorem (niektórzy z jej przodków byli Sybiracy). Miał synów Băno Axionova, aktora, reżysera, scenarzystę i pedagoga i Artura Aksenova pianistę i pedagoga.

## Dzieła (wybór)
Pozostawił bogaty dorobek muzyczny, m.in.:
- 4 koncerty fortepianowy[35]
- Dwa tria na fortepian, skrzypce i wiolonczelę. (1954–1958)[36][37].
- 10 miniatur na fortepian (1955)[38].
- Wariacje na fortepian.
- 5 preludiów na fortepian (1956).
- „Mazurek. Wspomnienia Polski” na fortepian (1956).
- Kantata „Chwała młodym orłom” (poświęcona młodym bojownikom przeciwko nazizmowi) do słów S. Varelopulusa (1959)[39].
- Suita na wielką orkiestrę symfoniczną (1961).
- Utwór na obój i orkiestrę symfoniczną (do 1961).
- Fantazja na małą orkiestrę symfoniczną[40].
- Capriccio e-moll na fortepian (1961).
- Sonatina na klarnet i fortepian B (1963)[41][42][43][44].
- Sonatina na fortepian (3 części) (1963)[45].
- Romans (opracowanie na puzon i fortepiano), (1963).
- 5 preludiów na fortepian (Wspomnienie, Idzie wiosna, Estrada Echa, Na jeziorze, W Majówkę).
- Uwertura jazzowa (1964)[46].
- Utwór koncertowy na skrzypce i fortepian (1964).
- Scherzino na klarnet i fortepian w B (1964).
- Scherzo (opracowanie na puzon i fortepian), (1964).
- Chór „Jesień” (Co robisz, las...?) do słów Mihai Eminescu (1964).
- 4 studia na fortepian (1968).
- Sonatina na fortepian d-moll (3 części) (1968).
- Preludium w e-moll na fortepian (1968).
- Dziesięć utworów na fortepian o tematyce mołdawskiej (1969).
- Kanon na chór (pieśń ludowa mołdawska) (1973).
- Cykl fortepianów polifonicznych Kanony (1976).
- Sonata na skrzypce i fortepian w d-moll.
- 4 etiudy.
- 10 miniatur na fortepian o tematyce mołdawskiej (miniatury: Taniec, Wariacje, Olandra, Kanon, Młodość, Wariacje, Komiks, Wariacje, Pieśń, Tańcz Joc).
- Scherzino G-dur na fortepian.
- Humoreska na skrzypce i fortepian[47].
- Chór „Żniwa” do słów Vasile Alecsandri.

### Opublikowane dzieła
- Max Fishman: La vânătoare. Kiszyniów: Editura de stat a Moldovei, 1956[48].
- Max Fishman: Capriccio, Scherzino. B: Wybrane dzieła kompozytorów mołdawskich. Kiszyniów: Cartea Moldovenasca, 1961, s. 2. 150-172.
- Max Fishman: Sonatina Es-dur na klarnet w B. Kiszyniowie: Cartea Moldovenasca, 1963.
- Max Fishman: Sonatina d-moll na fortepian. Kiszyniów: Cartea Moldovenasca, 1968.
- Max Fishman: Preludium i cztery etiudy na fortepian. TsGARM, F. 3050, op. 2, D. 309.

## Źródła
- Tamara Melnik, associate professor, PhD in the study of arts: Composer and Professor Max Fishman Ministerul Culturii al Republicii Moldova. Academia de Muzică, Teatru şi Arte Plastice. In: Anuar ştiinţific: muzică, teatru, arte plastice, 2011, nr. 1–2(12–13) pp. 85-90. ISSN 1857-2251
- Victoria Tcacenco, associate professor, PhD in the study of arts: Overture by Max Fişman in Prfofessional European Music and the Third Layer Interaction Context Ministerul Culturii al Republicii Moldova. Academia de Muzică, Teatru şi Arte Plastice. In: Anuar Ştiinţific: Muzică, Teatru, Arte Plastice 2012, nr. 3. pp. 238 - 244 ISSN 1857-2251
- Tamara Melnik, associate professor, PhD in the study of arts: The Concerto for Piano and Orchestra Es-dur by M. Fishman in the Romanticism Traditions Context Ministerul Culturii al Republicii Moldova. Academia de Muzică, Teatru şi Arte Plastice. In:Anuar Ştiinţific: Muzică, Teatru, Arte Plastice 2012, nr. 4 pp. 59 – 64 ISSN 1857-2251
- Tamara Melnik, associate professor, PhD in the study of arts: Studying the Composer's Creation of the Republic of Moldova in the Context of Scientific and Methodological Activities of the Complementary Piano Department of the Academy of Music, Theatre and Fine Arts in the 50s –60s of the 20th Century (based on the documents from the National Archive of the Republic of Moldova) Ministerul Culturii al Republicii Moldova. Academia de Muzică, Teatru şi Arte Plastice. Studiul Artelor şi Culturologie: istorie, teorie, practică - 2014, nr.1 pp.177 - 183 ISSN 2345-1408
- Pleșcan Irina, vice-rector, Institute of Arts, Tiraspol: The piano trio by M. Fishman as a sound document of its era Ministerul Culturii al Republicii Moldova. Academia de Muzică, Teatru şi Arte Plastice. Studiul Artelor şi Culturologie: istorie, teorie, practică - NR. 2 (25), 2015 pp. 66 – 76 ISSN 2345-1408
- Ilana Elizarova: Without the right to create. To the 100th anniversary of the composer, pianist, teacher Max Fishman Jewish World (newspaper of Russian-speaking America) 01/09/2015
- Olga Bulytshevskaia, journalist and art critic: Music enlivens life. To the 100th anniversary of the birth of composer Max Fishman Information and analytical portal AVA.MD November 4, 2015
- Hasin Aba: Słownik muzyczny. Część 2. Max Fishman
- Wybitne postacie kulturalne i artystyczne Mołdawii Encyklopedia cyfrowa
- Ольга Беженару, Вероника Каждан Композитор, пианист и педагог Макс Фишман Альманах Еврейская старина № 1 (124) 2025 года